# Huis Nassau-Usingen
Het Huis Nassau-Usingen was een zijtak van de Walramse Linie van het Huis Nassau, een Duitse adellijke familie. Het Huis Nassau-Usingen ontstond in 1659 door een deling in de Walramse Linie en heerste over Usingen, het ambt Stockheim, Grävenwiesbach, Alt- en Neuweilnau. Het hoofd van het huis werd in 1688 verheven tot rijksvorst. In 1806 werd het hoofd hertog van Nassau. Het huis stierf uit in 1816.

## Ontstaan van het huis
Het Huis Nassau-Usingen ontstond in 1659 door de deling in de Walramse Linie tussen de drie overlevende zoons van graaf Willem Lodewijk van Nassau-Saarbrücken: Johan Lodewijk, Gustaaf Adolf en Walraad. Deze hadden hun vader in 1640 opgevolgd en tot dan toe gezamenlijk geregeerd. Sinds de herverdeling in 1651 met hun ooms Johan van Nassau-Idstein en Ernst Casimir van Nassau-Weilburg voerden de drie broers het bestuur over het graafschap Saarbrücken met Jugenheim en Wöllstein, de helft van het ambt Stockheim, Usingen, Grävenwiesbach, Alt- en Neuweilnau, een deel van Kirberg, een deel van Mensfelden en een deel van Kettenbach met Rückershausen. De drie broers en hun beide ooms bleven gezamenlijk bezitten Kasteel Nassau, Bad Ems, het graafschap Saarwerden met Herbitzheim en Wadgassen, Homburg (in de Palts), Klooster Rosenthal, Ober- en Nieder-Rosbach.
In 1659 gingen de drie broers over tot een verdeling van hun bezittingen, Johan Lodewijk kreeg Ottweiler met Jugenheim en Wöllstein, en werd de stamvader van het Huis Nassau-Ottweiler. Gustaaf Adolf kreeg het graafschap Saarbrücken met onderhorigheden, en zette het Huis Nassau-Saarbrücken voort. Walraad ten slotte, kreeg de landen van Usingen en stichtte het Huis Nassau-Usingen.
Usingen en Grävenwiesbach kwamen als onderdeel van de heerlijkheid Neuweilnau in 1326 in bezit van graaf Gerlach I van Nassau. De graven Albrecht en Filips IV van Nassau-Weilburg verwierven in 1562 de helft van het ambt Stockheim en in 1565 een deel van Altweilnau.

## Regerende graven en vorsten

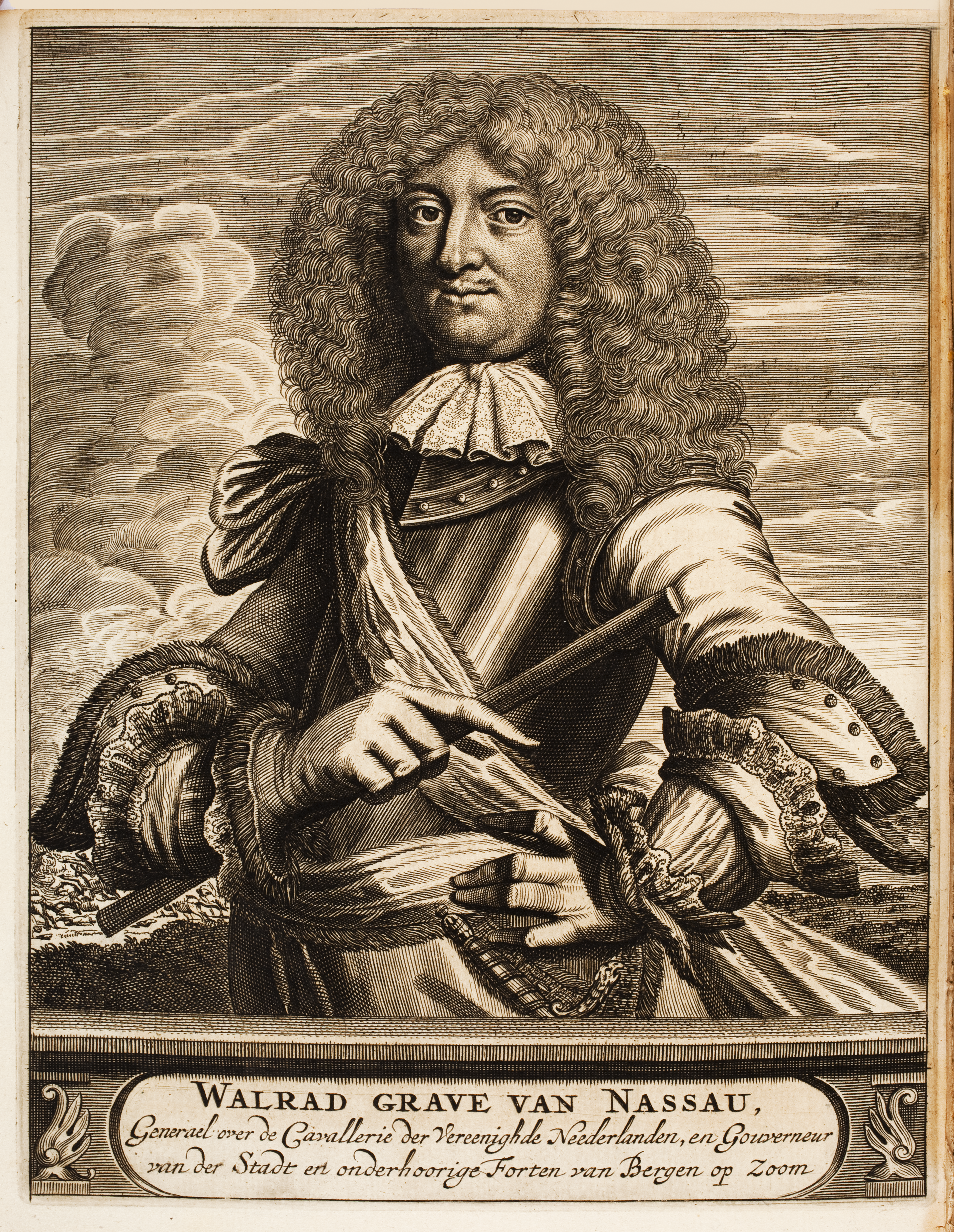
Walraad van Nassau-Usingen

### Walraad (1659-1702)
Walraad van Nassau-Usingen (Metz 24 februari 1635 - Hellenrod bij Roermond 17 oktober 1702) was de zevende en jongste zoon van graaf Willem Lodewijk van Nassau-Saarbrücken en Anna Amalia van Baden-Durlach.
Walraad volgde in 1640 zijn vader op samen met zijn broers Crato, Johan Lodewijk, en Gustaaf Adolf. De broers stonden formeel onder regentschap van hun moeder. Na het overlijden van hun moeder in 1651 nam Johan Lodewijk het regentschap over Gustaaf Adolf en Walraad op zich.
Op zijn zestiende trad Walraad in persoonlijk dienst van de latere Zweedse koning Karel Gustaaf. Wegens ziekte trok hij zich uit de dienst terug en studeerde vanaf 1652 aan de Hugenotenuniversiteit in Saumur. Daarna diende hij in het Franse leger als ritmeester onder maarschalk Henri de La Ferté-Senneterre.
Walraad en zijn broers gingen in 1659 over tot een verdeling van hun bezittingen, waarbij hij de landen van Usingen verkreeg, dat hij vergrootte met de verkrijging van de andere helft van het ambt Stockheim. 
In 1664 was Walraad Generalwagenmeister van het cavalerieregiment van de Boven-Rijnse Kreits in de rang van kolonel en werd hij om tegen de Turken te vechten naar Ungarisch Altenburg gestuurd. Voor de beslissende Slag bij Mogersdorf kwam hij weliswaar te laat, maar hij nam deel aan de achtervolging van het verslagen Ottomaanse leger. 
Op 30-jarige leeftijd werd Walraad legerleider van hertog Ernst August van Brunswijk-Lüneburg. Daarvoor trad Walraad in 1666 in Staatse dienst. In 1671 trad hij volledig in Staatse dienst als kolonel. In 1672 werd hij tot luitenant-generaal van de cavalerie benoemd en verrichtte hij diensten als veldheer voor zijn achterneef Willem III van Oranje. Walraad trad in 1674 in de Slag bij Seneffe naar voren en werd op 4 december 1674 tot generaal van de cavalerie bevorderd. Op 26 oktober 1674 werd hij benoemd tot gouverneur van de stad Bergen op Zoom. Aan het einde van de oorlog was hij belast met het ontslag en de hervorming van de troepen. 
In 1683 nam Walraad met succes deel aan het ontzet van het door de Turken belegerde Wenen. Zo had hij een aandeel in het falen van de Ottomaanse verovering van Centraal-Europa. Voor deze inzet verleende de Poolse koning Jan III Sobieski hem de hoogste Poolse onderscheiding, de Orde van de Witte Adelaar. 
In 1684 werd Walraad gouverneur van 's-Hertogenbosch. Op 15 juli 1689 werd hij benoemd tot tweede veldmaarschalk. Onder Walraads bevel vochten de Nederlanders op 1 juli 1690 in de Slag bij Fleurus en op 3 augustus 1692 in de Slag bij Steenkerke. In de Slag bij Fleurus slaagden Walraads troepen erin meerdere Franse vlaggen en kanonnen te veroveren. Hoewel de slag voor de geallieerden geen succes was, versterkte het de reputatie van Walraad als legerleider. Sinds 1696 was hij opperbevelhebber van de Nederlandse troepen.
Walraad werd op 4 augustus 1688 door keizer Leopold I in de vorstenstand verheven. Op 10 oktober 1690 ontving Walraad de benoeming tot keizerlijk veldmaarschalk. In de Spaanse Successieoorlog had hij in 1702 het commando over de geallieerde troepen bij het Beleg van Kaiserswerth. Walraad overleed aan een ziekte tijdens het Beleg van Roermond in zijn hoofdkwartier te Hellenrod.
Uit zijn huwelijk met Catherine Françoise van Croÿ-Rœulx werden vijf kinderen geboren, waaronder zijn zoon en opvolger Willem Hendrik.
Uit zijn huwelijk met Magdalena Elisabeth van Löwenstein-Wertheim-Rochefort werden geen kinderen geboren.

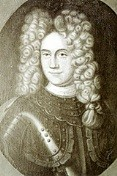
Willem Hendrik I van Nassau-Usingen

### Willem Hendrik I (1702-1718)
Willem Hendrik I van Nassau-Usingen ('s-Hertogenbosch 12 mei 1684 - Usingen 14 december 1718) was de tweede zoon van vorst Walraad en Catharine Françoise van Croÿ-Rœulx.
Willem Hendrik werd op 27 februari 1691 ritmeester in het Staatse leger en op 21 december 1701 kolonel van het Regiment Walen. Hij raakte op 30 juni 1703 gewond in de Slag bij Ekeren. Hij nam in 1707 ontslag. 
Willem Hendrik volgde in 1702 zijn vader op als vorst van Nassau-Usingen.
Willem Hendrik stichtte in 1707 de naar hem genoemde plaats Wilhelmsdorf. De Wilhelm-Heinrich-Straße in Wilhelmsdorf is naar hem genoemd. Aan het oude stadhuis aldaar is in 2013 een plaquette met zijn beeld aangebracht.
Uit zijn huwelijk met Charlotte Amalia van Nassau-Dillenburg werden tien kinderen geboren, waaronder zijn zoons en opvolgers Karel en Willem Hendrik II.

### Willem Hendrik II (1718-1735)
Willem Hendrik II van Nassau-Usingen (Usingen 6 maart 1718 - Saarbrücken 24 juli 1768) was de vijfde en jongste zoon van vorst Willem Hendrik en Charlotte Amalia van Nassau-Dillenburg.
Willem Hendrik en zijn oudere broer Karel volgden in 1718 hun vader op als vorst van Nassau-Usingen. Vanwege hun minderjarigheid nam hun moeder het regentschap waar. Karel en Willem Hendrik erfden in 1728 het graafschap Nassau-Saarbrücken en het vorstendom Nassau-Idstein van Frederik Lodewijk van Nassau-Ottweiler. Ze verdeelden in 1735 hun bezittingen, Willem Hendrik verkreeg Nassau-Saarbrücken, en Karel verkreeg Nassau-Usingen. Willem Hendrik stichtte de laatste tak Nassau-Saarbrücken.

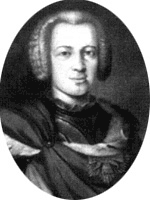
Karel van Nassau-Usingen

### Karel (1718-1775)
Karel van Nassau-Usingen (Usingen 1 januari 1712 - Biebrich 21 juni 1775) was de derde zoon van vorst Willem Hendrik en Charlotte Amalia van Nassau-Dillenburg.
Karel en zijn jongste broer Willem Hendrik II volgden in 1718 hun vader op als vorst van Nassau-Usingen. Vanwege hun minderjarigheid nam hun moeder het regentschap waar. Karel en Willem Hendrik erfden in 1728 het graafschap Nassau-Saarbrücken en het vorstendom Nassau-Idstein. Van 1729 tot 1731 studeerde Karel aan de Universiteit van Gießen. Daarna ging hij naar Parijs en keerde in 1731 via Lotharingen naar Usingen terug. Karel werd in 1733 meerderjarig verklaard. Hij verdeelde in 1735 met zijn broer hun bezittingen, Willem Hendrik verkreeg Nassau-Saarbrücken, en Karel verkreeg Nassau-Usingen.
De residentie van het Huis Nassau-Usingen was sinds 1659 de stad Usingen in de Taunus. In 1744 verlegde Karel de residentie naar Slot Biebrich, dat voorheen reeds als zomerresidentie werd gebruikt. In het Wiesbadener Wald stichtte hij de Fasanerie en gaf opdracht voor de bouw van het plaatselijke jachtslot, dat in 1749 voltooid werd. In december 1768 ontving hij de Orde van de Olifant.
Karel profiteerde tijdens zijn bewind van de 'moderne' wetten van zijn moeder. Ook hem ging het om het welzijn van zijn onderdanen. Met name steunde hij Wiesbaden, de zetel van de regering, die in het oude slot ondergebracht was. In Wiesbaden kon zich een boekdrukkerij vestigen, bovendien richtte hij een faiencefabriek op en organiseerde hij het gokspel opnieuw. Bijzonder vermeldenswaard is zijn verbod op koffie drinken. Daarbij speelden niet alleen gezondheidsaspecten een rol, maar ook zag hij het gevaar dat door de import van koffiebonen zeer veel geld naar het buitenland zou gaan.
Uit zijn huwelijk met Christiane Wilhelmina van Saksen-Eisenach werden vier kinderen geboren, waaronder zijn zoons en opvolgers Karel Willem en Frederik August.
Uit zijn morganatisch huwelijk met Magdalena Groß werden vijf kinderen geboren.

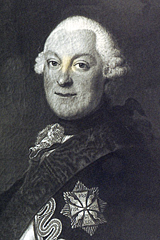
Karel Willem van Nassau-Usingen

### Karel Willem (1775-1803)
Karel Willem van Nassau-Usingen (Usingen 9 november 1735 - Biebrich 17 mei 1803) was de oudste zoon van vorst Karel en Christiane Wilhelmina van Saksen-Eisenach.
Karel Willem was sinds 1 juni 1770 luitenant-generaal der Staatse infanterie. Hij werd op 30 april 1789 bevorderd tot generaal. Op 18 oktober 1790 werd hij benoemd tot kolonel van het Regiment Walen en kapitein der grenadiers. 
Karel Willem volgde in 1775 zijn vader op als vorst van Nassau-Usingen. Hij was lid van de vrijmetselaars en stichtte in 1778 in Slot Biebrich de nog steeds bestaande Wiesbadense vrijmetselaarsloge Plato.
In 1783 sloot Karel Willem een erfverdrag (Erneuerte Nassauische Erbverein) met Lodewijk van Nassau-Saarbrücken, Karel Christiaan van Nassau-Weilburg en Willem V van Oranje-Nassau om de eenheid van de Nassause gebieden te bewaren. Daarbij werd onder andere voor het gehele Huis Nassau het eerstgeboorterecht ingevoerd.
Karel Willem eiste in 1797 de opvolging van zijn neef Hendrik van Nassau-Saarbrücken waarvan de gebieden sinds 1793 door Frankrijk waren bezet. Bij de Vrede van Lunéville (1801) verloor Karel Willem de gebieden links van de Rijn aan Frankrijk. Bij verdrag van 23 februari 1803 stond Karel Willem aan Frankrijk af: het vorstendom Nassau-Saarbrücken, zijn deel van het graafschap Saarwerden (⅔), Jugenheim, Klooster Rosenthal en zijn deel van Wöllstein, en, aan Baden: het ambt Lahr. Karel Willem ontving als tegenprestatie verscheidene bezittingen van: het keurvorstendom Mainz, de Keur-Palts, het landgraafschap Hessen-Darmstadt, de vorsten van Isenburg, het keurvorstendom Keulen, en het landgraafschap Hessen-Homburg, alsmede: het graafschap Sayn-Altenkirchen, de rijksdorpen Sulzbach en Soden, en de abdijen Limburg, Rommersdorf en Sayn.
Karel Willem stierf kort hierna. Hij werd opgevolgd door zijn broer Frederik August.
Uit zijn huwelijk met Carolina Felicitas van Leiningen-Heidesheim werden vier kinderen geboren.

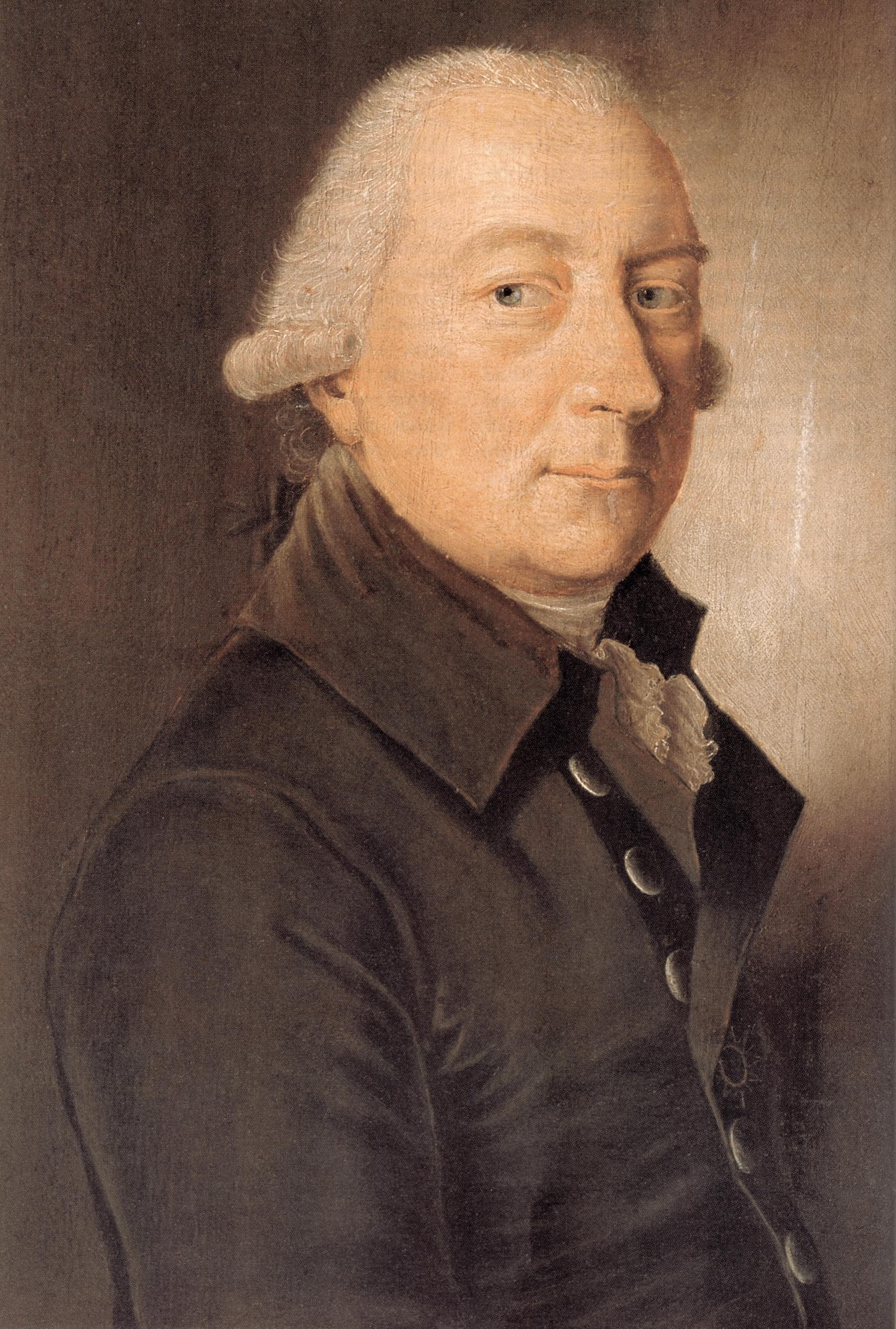
Frederik August van Nassau-Usingen

### Frederik August (1803-1816)
Frederik August van Nassau-Usingen (Usingen 23 april 1738 - Biebrich 24 maart 1816) was de tweede zoon van vorst Karel en Christiane Wilhelmina van Saksen-Eisenach.
Frederik August doorliep een militaire carrière in het keizerlijke leger. Hij onderscheidde zich in de Zevenjarige Oorlog (1756-63) aan de kant van Oostenrijk tegen Pruisen. Hij was sinds 13 april 1775 luitenant-generaal der infanterie in het Staatse leger. Hij werd in 1790 gepromoveerd tot keizerlijk veldmaarschalk.
Frederik August volgde in 1803 zijn broer Karel Willem op als vorst van Nassau-Usingen. Na het einde van het Heilige Roomse Rijk lukte het hem de annexatie van zijn grondgebied door Napoleon te verhinderen, doordat hij in 1806 tot de Rijnbond toetrad. Met zijn achterneef Frederik Willem van Nassau-Weilburg stond hij bij de formatie van deze Rijnbond (juli 1806) aan Frankrijk af: Kastel en Kostheim, en aan het groothertogdom Berg: Königswinter, Vilich, Deuz en Linz. Frederik August en Frederik Willem regeerden gemeenschappelijk het nieuwe hertogdom Nassau (Frederik August droeg als enige de titel hertog van Nassau), dat was gevormd door samenvoeging van hun verenigde vroegere gebieden en vergroot met de aanwinsten door hun toetreding tot de Rijnbond, waaronder: het graafschap Holzappel en de heerlijkheid Schaumburg, het graafschap Wied-Runkel, het graafschap Diez en bepaalde goederen van de vorsten van Solms.
Frederik August was een verlichte en liberale heerser die, door middel van hervormingen, zoals de afschaffing van belastingprivileges van de adel, de invoering van persvrijheid en de bepaling alle burgers voor de wet gelijk waren, een moderne staat stichtte. Hij schafte in 1808 de lijfeigenschap af, vaardigde in 1811 een op gelijkheid van heffing gebaseerde belastingwet uit, en schonk zijn land op 1 en 2 september 1814 als eerste Duitse vorst een grondwet die voorzag in een landdag. Zijn hof in Slot Biebrich werd door bezoekers wegens de gastvrijheid en sereniteit geprezen. In het slotpark liet hij de Mosburg bouwen, waar hij zich graag terugtrok.
Na de zich aftekenende nederlaag van Napoleon kon Frederik August door een tijdige wisseling van partij de soevereiniteit van zijn land ook in de Duitse Bond redden. Nassause troepen namen op 18 juni 1815 onder het bevel van Arthur Wellesley, hertog van Wellington, deel aan de Slag bij Waterloo tegen Napoleon. Ter herdenking van deze gebeurtenis werd 50 jaar na de slag op de Luisenplatz in Wiesbaden een monument opgericht.
Frederik August overleed op 24 maart 1816 zonder mannelijke nakomelingen. Het hertogdom Nassau viel na zijn dood aan zijn achterneef Willem, nadat diens vader Frederik Willem kort daarvoor op 16 januari 1816 bij een tragisch ongeluk in Slot Weilburg om het leven was gekomen.
Uit zijn huwelijk met Louise van Waldeck-Pyrmont werden zeven kinderen geboren.

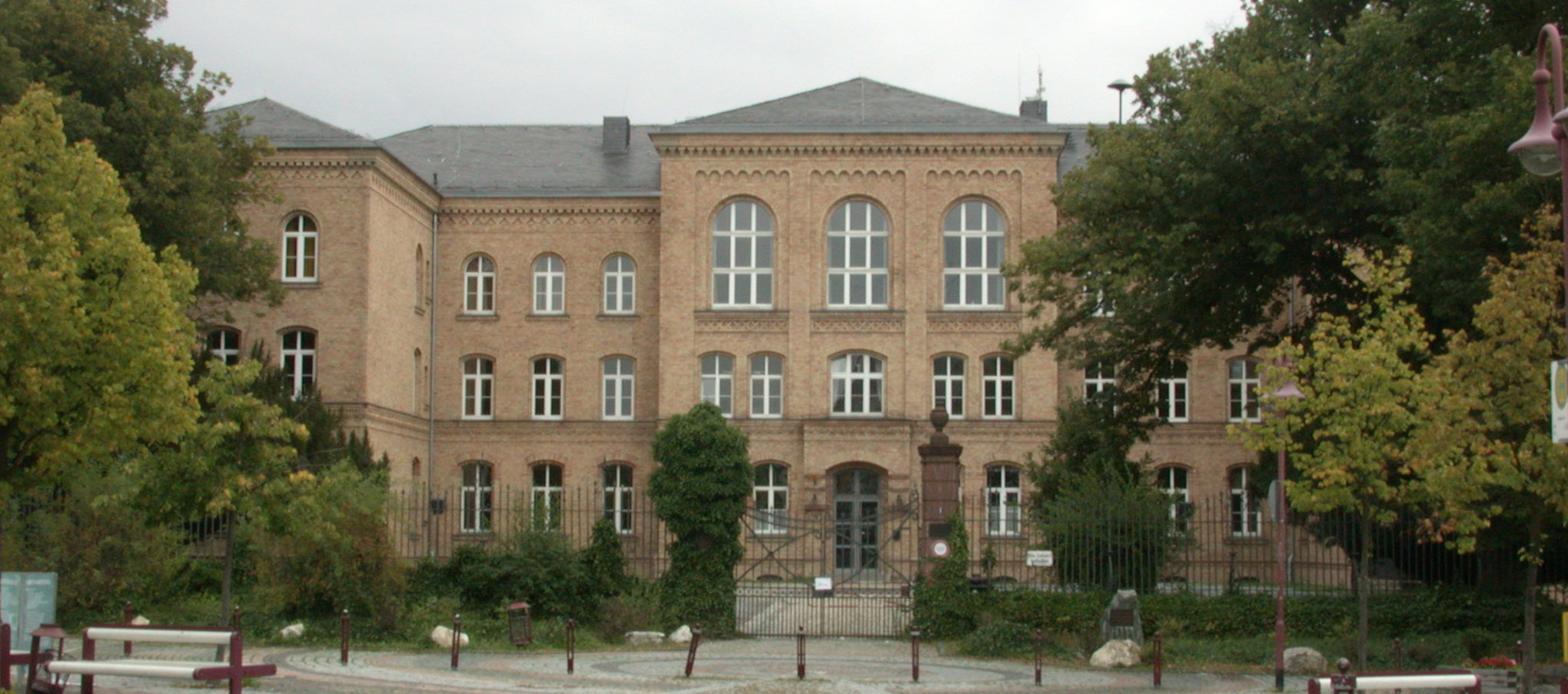
Slot Usingen (tegenwoordig Christian-Wirth-Schule)
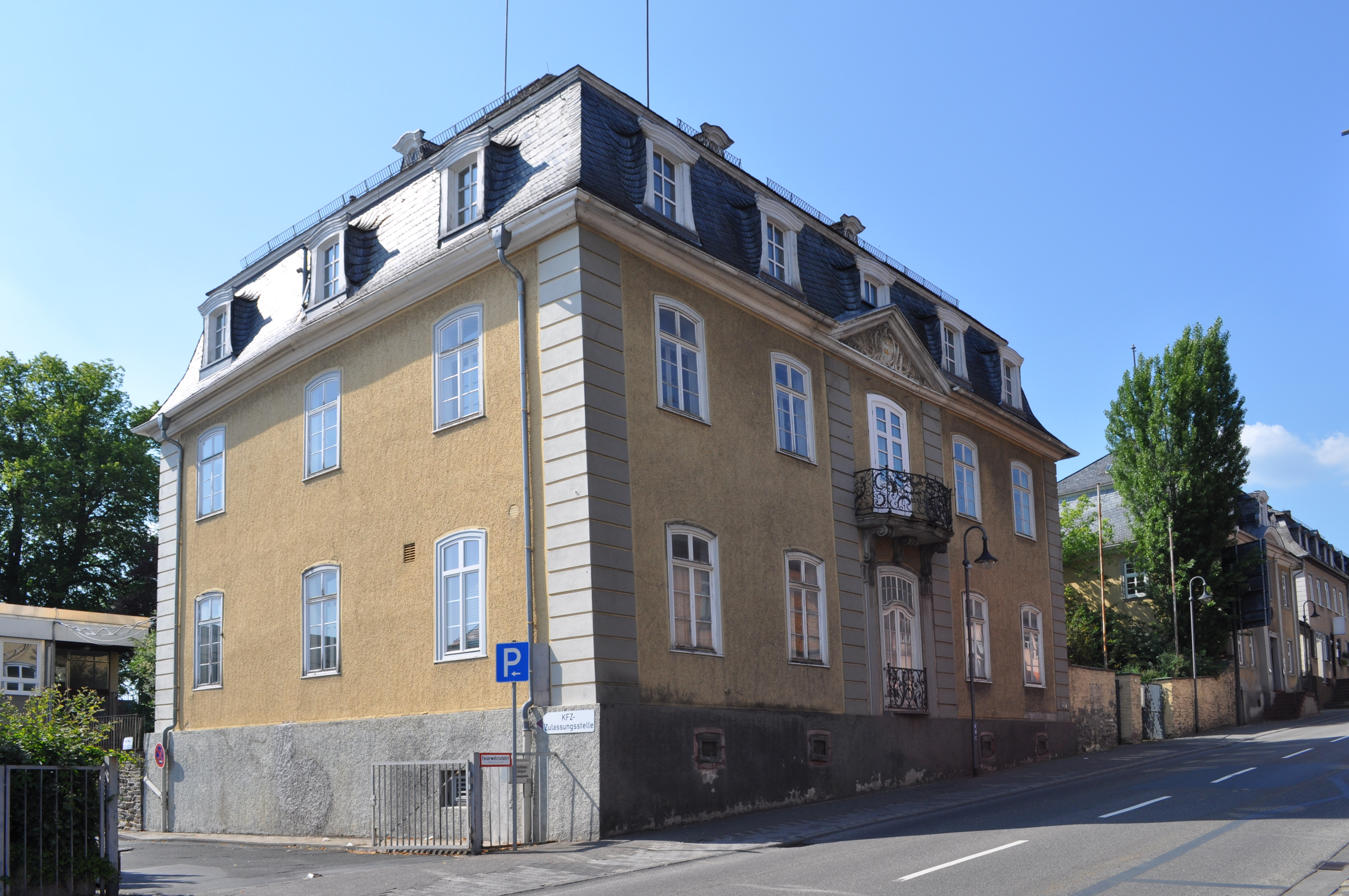
De woning van Frederik August in Usingen voordat hij vorst werd
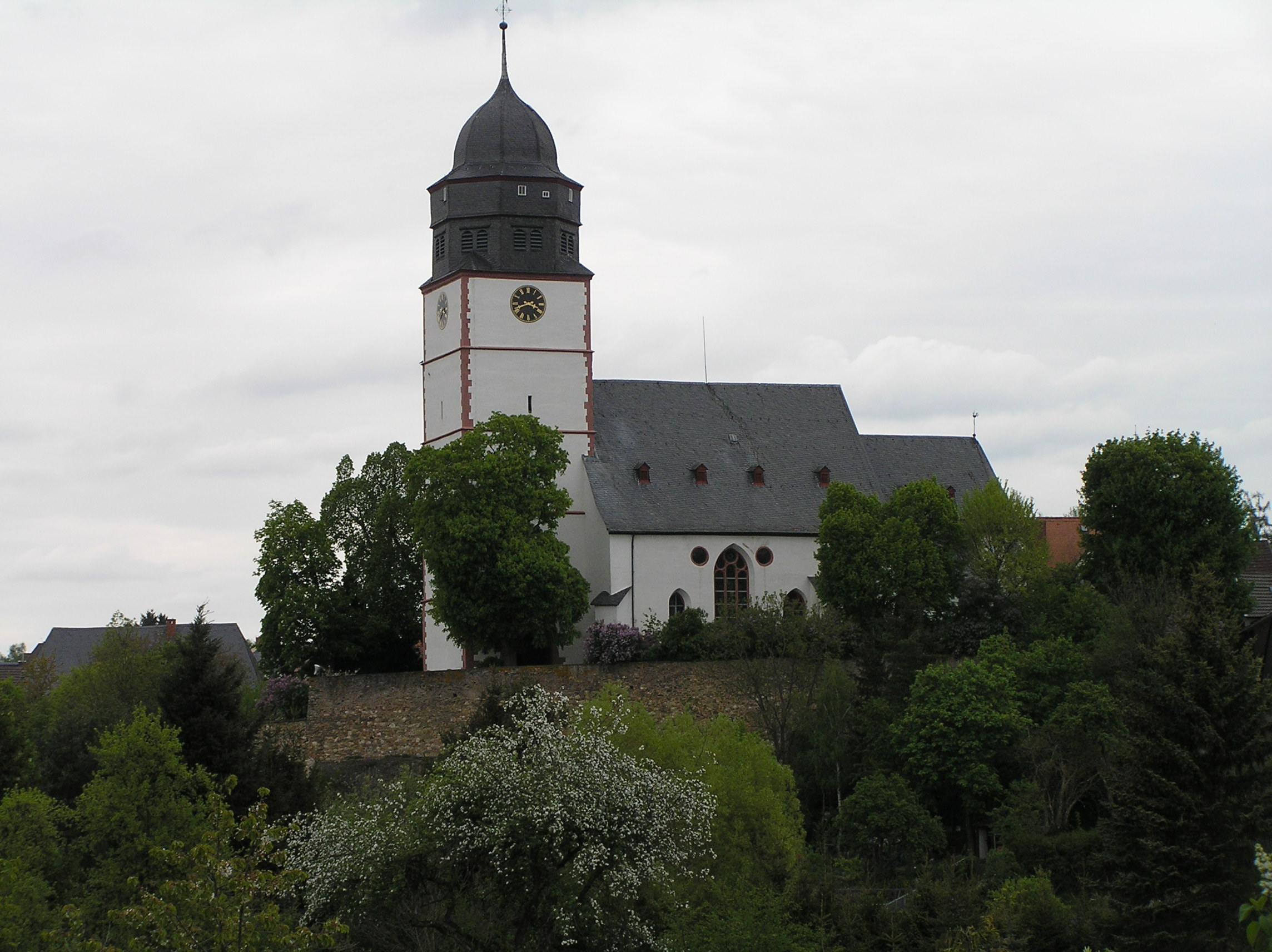
De Laurentiuskerk te Usingen
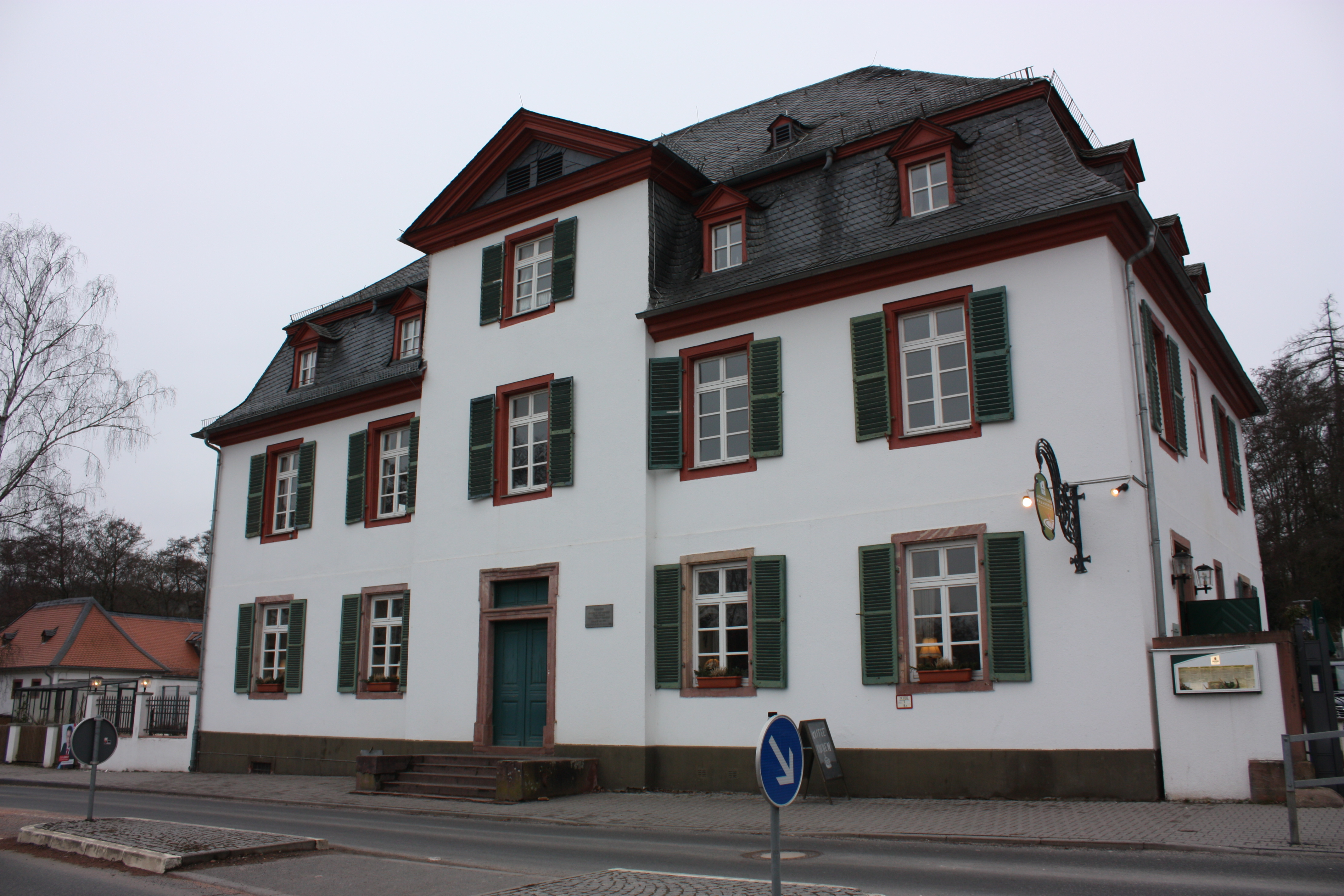
Jachtslot Fasanerie, Wiesbaden
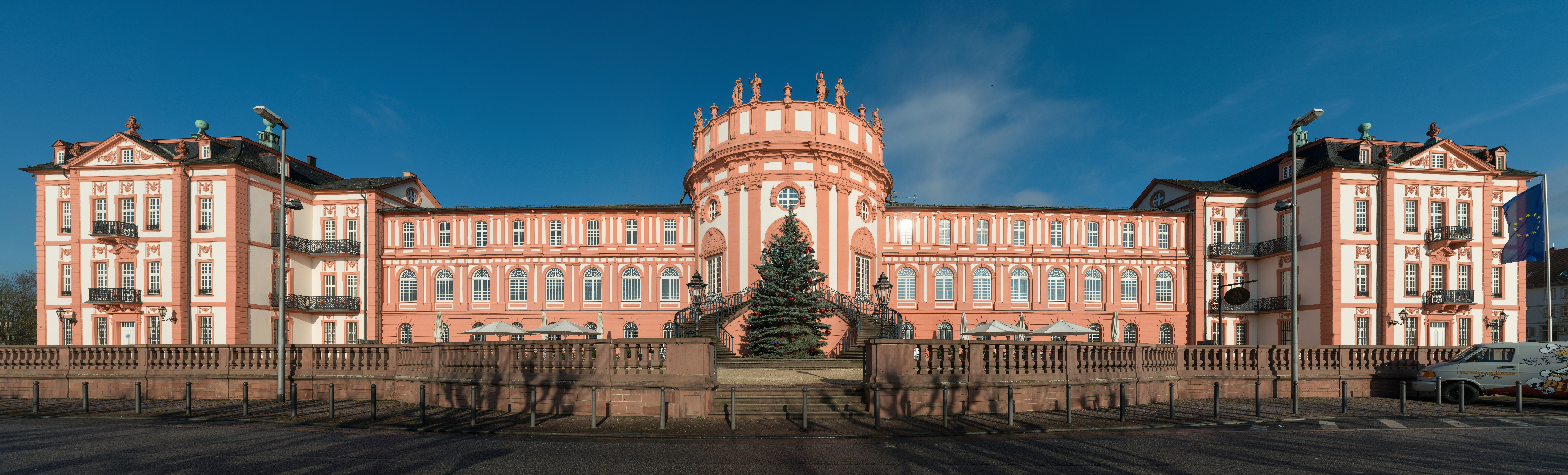
Slot Biebrich
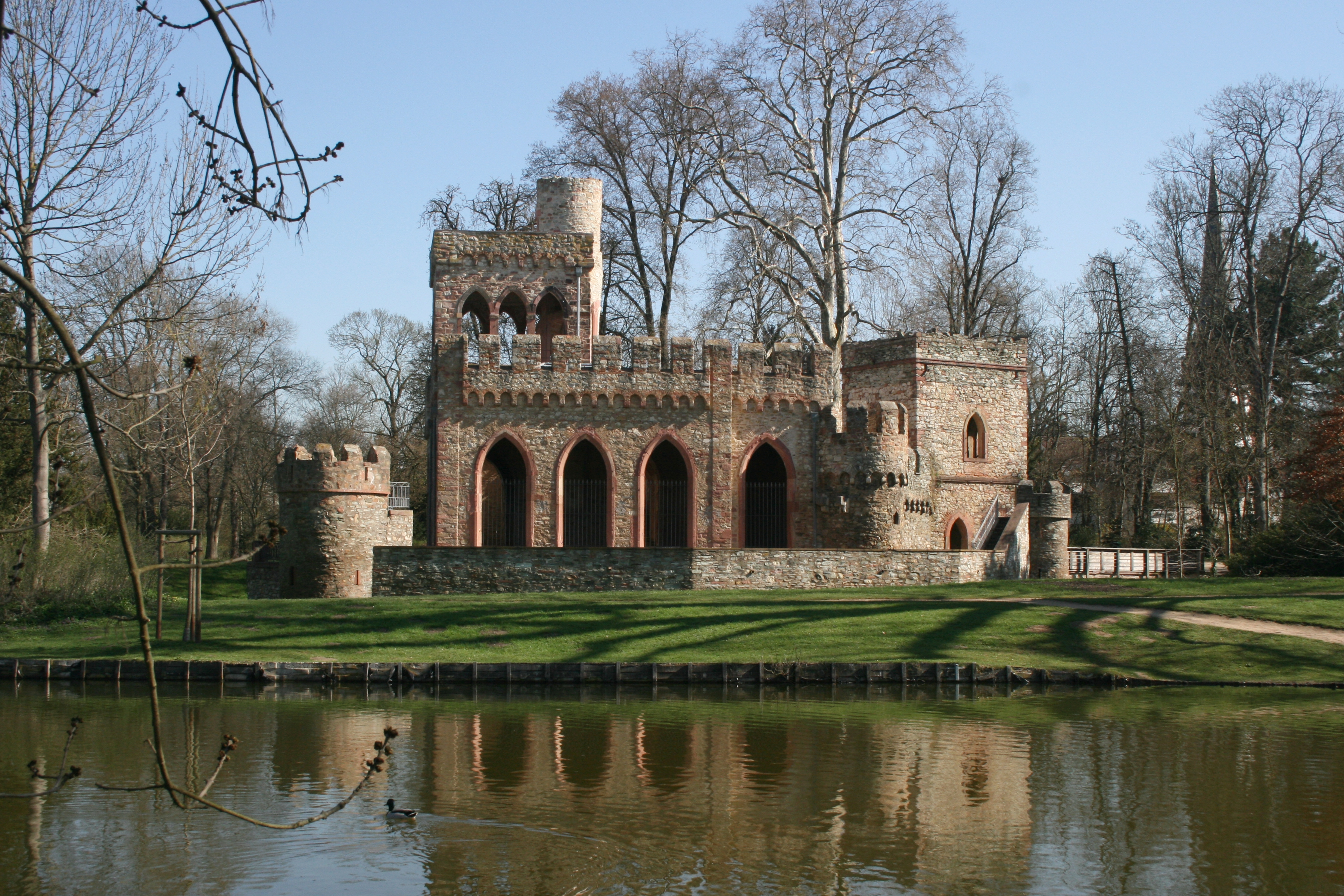
De Mosburg in het Slotpark van Biebrich

## Overige leden uit het huis

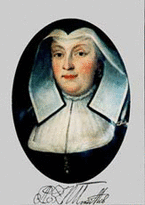
Charlotte Amalie van Nassau-Dillenburg

### Charlotte Amalia
Charlotte Amalia van Nassau-Dillenburg (Dillenburg 13 juni 1680 o.s. - Slot Biebrich 11 oktober 1738) was de zesde dochter van vorst Hendrik van Nassau-Dillenburg en Dorothea Elisabeth van Liegnitz.
Charlotte Amalia huwde te Dillenburg in april 1706 met vorst Willem Hendrik. Uit dit huwelijk werden tien kinderen geboren.
Bij het overlijden van haar echtgenoot volgden de zoons Karel en Willem Hendrik hun vader op. Vanwege hun minderjarigheid nam Charlotte Amalia het regentschap voor haar zoons op zich. Door het overlijden van graaf Frederik Lodewijk van Nassau-Ottweiler op 25 mei 1728 erfden Karel en Willem Hendrik het graafschap Nassau-Saarbrücken en het vorstendom Nassau-Idstein. Dat laatste werd samengevoegd met het vorstendom Nassau-Usingen.
Tijdens haar regentschap van 1718 tot 1735 vaardigde Charlotte Amalia talrijke wetten uit, die van het vorstendom een voor die tijd 'moderne' staat maakten. Met name de administratie van het land werd geheel gereorganiseerd, waarbij ze de scheiding van de hofadministratie en de overheidsadministratie doorvoerde. In Slot Idstein richtte ze een staatsarchief in, een voorloper van het huidige Hessisches Hauptstaatsarchiv te Wiesbaden, en door de aankoop van boeken legde ze de grondslag voor de hedendaagse Hessische Landesbibliothek. Streng liet ze op de nakoming van de leerplicht letten en voor de lerarenopleiding werd er een kweekschool opgericht. Daarentegen bevatte de door haar geïnitieerde jodenverordening vooral veel verboden en beperkingen. Ondanks haar slimme en vastberaden bestuur, slaagde ze er niet in het vorstendom een passende plaats in het Heilige Roomse Rijk te geven. Uiteindelijk liet ze het zelfs toe dat haar zoons het land deelden, hetgeen tot een aanzienlijke verzwakking van het land leidde.
Karel werd in 1733 meerderjarig verklaard. In 1735 verdeelden haar beide zoons hun bezittingen, Karel kreeg Nassau-Usingen en Willem Hendrik kreeg Nassau-Saarbrücken. Charlotte Amalia bleef tot de meerderjarigheid van Willem Hendrik regentes van Nassau-Saarbrücken. Zeven maanden later overleed ze in Slot Biebrich. Ze werd begraven te Usingen.

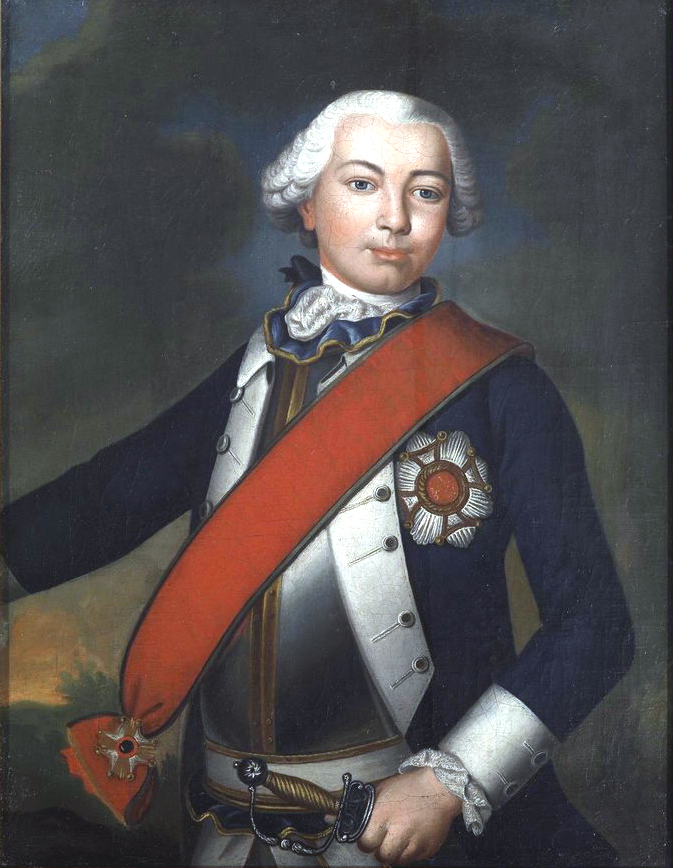
Prins Johan Adolf van Nassau-Usingen

### Johan Adolf
Johan Adolf van Nassau-Usingen (Biebrich 19 juli 1740 - Wiesbaden 10 december 1793) was de derde en jongste zoon van vorst Karel en Christiane Wilhelmina van Saksen-Eisenach.
In 1749 ging Johan Adolf met zijn oudere broers naar de Nederlanden. Hij verbleef drie jaar voor zijn opleiding in Utrecht. In 1752 trad hij in Franse dienst en werd kolonel. Hij ontving het infanterieregiment van de graaf von Fersen. In 1758 verruilde hij dat voor het cavalerieregiment Nassau-Saarbrücken.
Tijdens de Zevenjarige Oorlog was hij van 1757 tot 1761 met de Franse troepen in Duitsland. Hij was aanwezig bij de veldslagen bij Hastenbeck, Sandershausen, Lutterberg, Bergen en Minden, verder bij de belegering van Kassel en Wolfenbüttel, evenals bij de gevechten bij Grüneberg en Amöneburg. In de Slag bij Sandershausen werd hij in de linkerschouder geraakt. In 1761 werd hij brigadegeneraal van de cavalerie en in 1762 maréchal de camp. In 1763 ontving hij de Paltse Hubertus Orde.
In 1764 trad Johan Adolf in Pruisische dienst onder koning Frederik II. Johan Adolf werd generaal-majoor en ontving het regiment fuseliers nr. 47 (Grabow). In de Beierse Successieoorlog was hij bij het leger van prins Hendrik van Pruisen ingedeeld. Op 11 januari 1777 werd Johan Adolf luitenant-generaal. Hij werd beschuldigd van het verduisteren van legerfondsen, waarop hij op 25 november 1778 verontwaardigd de dienst verliet.
Johan Adolf was gehuwd met Carolina Wilhelmina Freiin von Reischach zum Reichenstein (1740–1804).
Johan Adolf overleed in Wiesbaden in 1793 en werd begraven in de Laurentiuskerk te Usingen.